# بايرون إريكسون
بايرون إريكسون (بالإنجليزية: Byron Erickson)‏ هو فنان قصص مصورة أمريكي، ولد في 3 فبراير 1951 في توسان في الولايات المتحدة.